# Earl Calloway
Earl Genard Calloway (Atlanta, 30 settembre 1983) è un cestista statunitense naturalizzato bulgaro.

## Palmarès
- Campionato croato: 1

Cibona Zagabria: 2008-09
- Coppa di Croazia: 1

Cibona Zagabria: 2009